# Łoboda solniskowa
Łoboda solniskowa (Atriplex halimus L.) – gatunek rośliny z rodziny szarłatowatych (Amaranthaceae Juss.). Występuje naturalnie w Afryce (Algieria, Egipt, Tunezja, Libia, Maroko, Kenia, Tanzania, Mozambik, Namibia, Południowa Afryka, Mauretania), na Bliskim Wschodzie (Cypr, Izrael, Jordania, Liban, Syria, Turcja) oraz w Europie (Bułgaria, Grecja, Włochy, Francja, Hiszpania, Portugalia). Jest uprawiana w wielu krajach świata.

## Biologia i ekologia

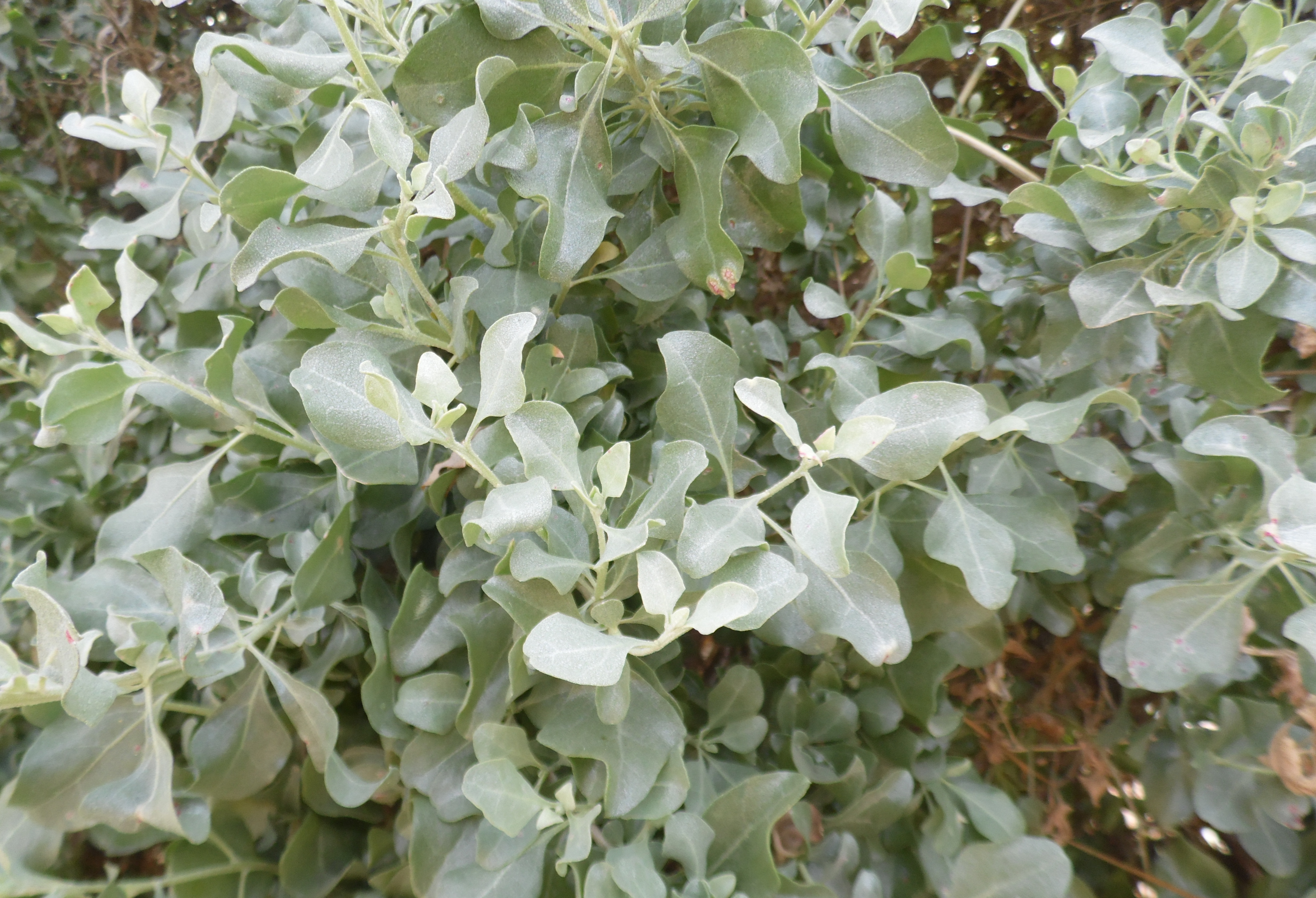
Liście

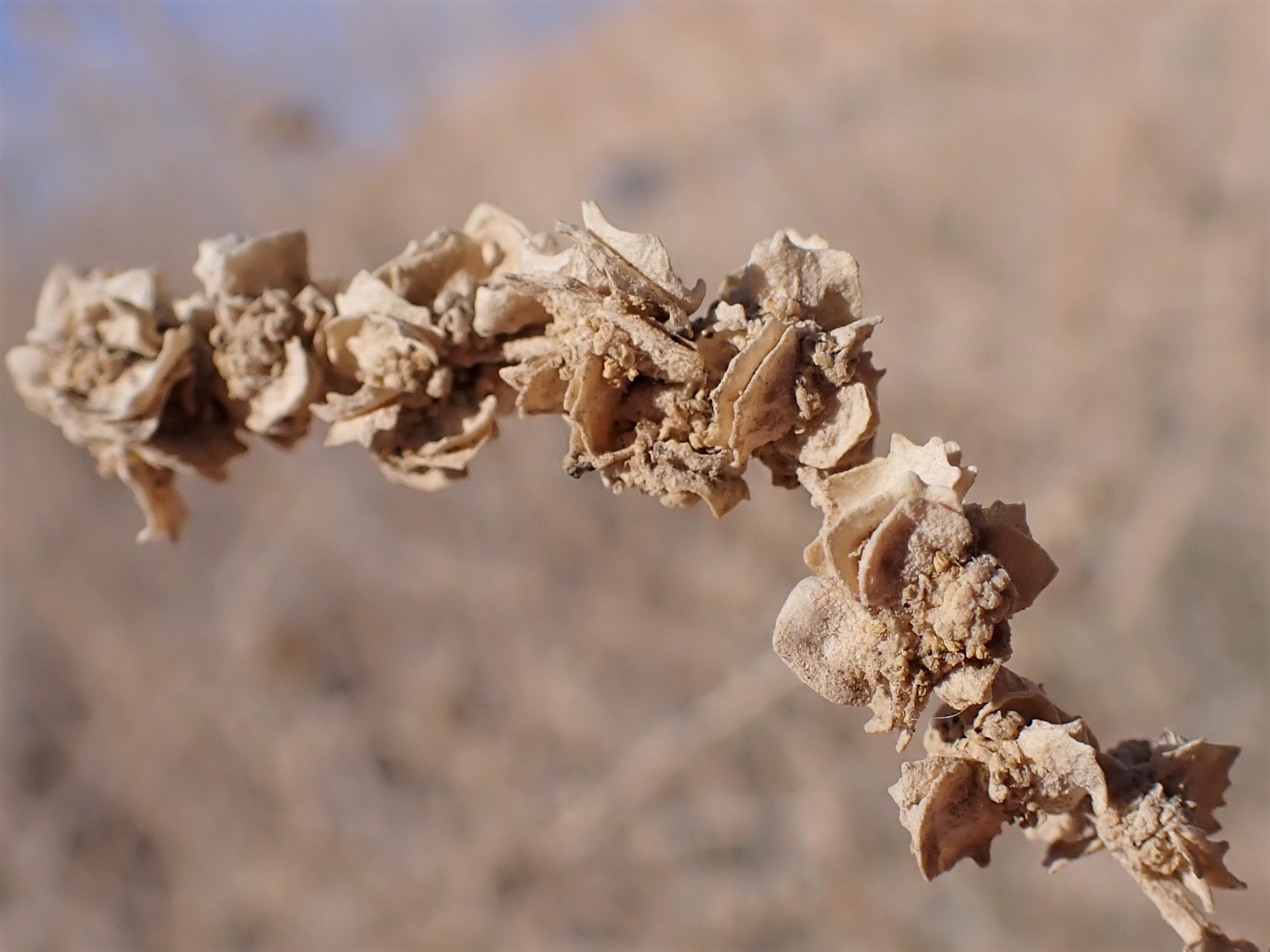
Owoce

Krzew o wysokości do 2 m, halofit. Łodygi i liście pokryte są grubą warstwą włosków. Kwiaty drobne, zielone. Rośnie w słonych piaskach pustyń i półpustyń, wokół oaz jako pospolity chwast, nad brzegami okresowo wysychających rzek i strumieni, na obrzeżach dróg.

## Zastosowanie
- Uprawiana jest jako roślina ozdobna. Jej walorami są srebrzyste liście i odporność na zasolenie[7].
- Stanowi paszę dla bydła (jest zjadana przez owce i kozy)[6].
- W Afryce i na Bliskim Wschodzie bywa czasami zjadana przez głodnych pasterzy. Ze względu na dużą zawartość soli jest smaczniejsza od większości roślin[6].
- Popiół po jej spaleniu jest używany do wytwarzania mydła[6].

## Obecność w kulturze
Według badaczy roślin biblijnych cytowane w Biblii „liście krzewów” to właśnie łoboda solniskowa. Najlepiej pasuje do opisanych warunków; pospolicie występuje na półpustyniach ziem biblijnych, potwierdza to też jej hebrajskie określenie mówiące o słonym smaku. Wymieniona jest w Księdze Hioba (30,2-4), gdzie czytamy: „bo cóż mi po pracy ich rąk, gdy siły ich opuściły, wynędzniali z biedy i głodu? Zrywają rośliny pustyni, ziemi od dawna jałowej. Żywią się malwą i liśćmi krzewów. Chlebem ich korzeń jałowca”.